# Sliver (chanson)
Singles de Nirvana
Love Buzz
(1989) Molly's Lips
(1991)
Sliver  est un single du groupe américain de grunge Nirvana, sorti en septembre 1990 sur le label Sub Pop. Enregistrée lors de leur dernière session pour le label, la chanson marque un tournant pour le groupe, tirant un trait sur leurs origines qui les amène vers un son plus direct et le succès du deuxième album Nevermind, publié l'année suivante. Avec le concert du 22 septembre, le morceau considéré « comme l'un des meilleurs du groupe » est l'unique trace du passage de Dan Peters derrière les fûts avant l'arrivée de Dave Grohl, figeant la formation pour de bon. En 1992, Geffen Records profite du succès du trio pour sortir une première compilation, Incesticide, et pour laquelle le single bénéficie alors d'un clip vidéo, ce qui relancera les ventes de celui-ci aux États-Unis et au Royaume-Uni.

## Contexte
Chad Channing, ayant été remercié par Kurt Cobain et Krist Novoselic en mai 1990, Nirvana n'a plus de batteur. Le nom de Jay Mascis (Dinosaur Jr.) circule pour le remplacer, mais Dan Peters est en attente après la décision de Steve Turner de stopper Mudhoney le temps qu'il poursuive ses études. Il en parle alors à Tobi Vail, la petite amie de Kurt Cobain à l'époque et future fondatrice de Bikini Kill et a fortiori du mouvement punk hardcore féministe Riot grrrl.
Jonathan Poneman, cofondateur et codirecteur de Sub Pop, demande alors à Nirvana de produire un nouveau single. Le groupe choisit de prendre Dive en face-B, sans avoir de face-A. Kurt Cobain souhaiterait profiter d'une pause dans les sessions d'enregistrement de Tad au Reciprocal Recording pour le faire, mais Tad Doyle n'y est pas favorable. C'est finalement le producteur Jack Endino qui l'en dissuadera.

## Enregistrement et production
Le 11 juillet 1990, le groupe va donc au studio Reciprocal Recording pendant la pause déjeuner de Tad Doyle pour ce qui sera leur dernière session d'enregistrement pour le label Sub Pop. Avec le matériel de Tad, ils n'ont besoin que d'une heure, pendant laquelle Dan Peters officie à la batterie, pour enregistrer Sliver, un morceau d'environ deux minutes. Kurt Cobain termine l'écriture des paroles juste avant l'entrée en studio et en finalise la partie vocale de la chanson avec un son « proche du cri primal » le 24 juillet,.

## Parution et réception
Le single sort au mois de septembre 1990. Le 22, ils jouent au Motorsport International Garage de Seattle devant mille cinq cents personnes avec Dan Peters à la batterie pour son unique concert avec le groupe. Parmi les spectateurs, figurent Mark Arm de Mudhoney, qui y voit l'événement déclencheur du phénomène qui va suivre, mais aussi Dave Grohl, que Kurt Cobain et Krist Novoselic avaient supervisé lors de concerts de son groupe d'alors, Scream, suivant les recommandations de Buzz Osbourne (The Melvins).
À la fin de l'année 1992, Geffen Records profite du succès de Nirvana pour ressortir Bleach et produire une anthologie du groupe intitulée Incesticide. Sliver refait alors son apparition dans différents classements de ventes puisque la chanson fait partie de la compilation et bénéficie d'un clip vidéo pour l'occasion. Le single, qui avait atteint la 90e place de l'UK Albums Chart lors de sa première sortie, grimpe jusqu'à la 77e position au Royaume-Uni, la 23e en Irlande et la 19e aux États-Unis.
Le magazine New Musical Express la classe en 6e position dans sa liste des 20 meilleures chansons de Nirvana. Elle figure à la 9e place du classement des 10 meilleures chansons du groupe établi par PopMatters, qui évoque un single « aussi accrocheur qu'angoissé ». En 2014, Slant Magazine la classe en 13e position de sa liste des 15 meilleures chansons de Nirvana, évoquant un « hymne émouvant qui se résume à l'histoire mélancolique d'un petit garçon qui pleure pour sa mère ». La même année, elle figure en 7e position d'une liste des 10 meilleures chansons de Nirvana établie par Stereogum, qui affirme que « c'est presque un prototype du son séduisant de Nevermind ».

### Classements
| Pays                            | Meilleure position |
| ------------------------------- | ------------------ |
| États-Unis (Modern Rock Tracks) | 19                 |
| Irlande (Irish Singles Chart)   | 23                 |
| Royaume-Uni (UK Singles Chart)  | 77                 |

### Clip vidéo
Un clip de la chanson est réalisé pour la sortie de Incesticide en mars 1993. Sous la direction de Kevin Kerslake, il met en scène Frances Bean Cobain, la fille de Kurt Cobain encore bébé à l'époque, dansant sur l'intro de la chanson avant de voir le groupe jouer dans une toute petite salle jonchée d'affaires. Le leader chante devant la caméra et bouge au gré de la musique. On voit également sa fille tenir une figurine de Chim-Chim, qui lui a été offerte par le groupe japonais Shonen Knife, dont Kurt Cobain était très fan.

## Caractéristique artistiques

### Thème et composition
La mélodie de Sliver est « simple, son refrain entêtant, ses paroles touchantes » puisqu'elle évoque un drame affectif lié à l'enfance et est également concise, avec une durée proche des deux minutes. Cette chanson est considérée comme « l'une des meilleures du groupe » et marque surtout un tournant pour Nirvana. Elle tire un trait sur leurs origines et amorce le virage vers un son plus direct qui les mènera vers Nevermind.
Michael Azerrad, le biographe du groupe, raconte que Kurt Cobain avait l'intention « d'écrire la chanson pop la plus ridicule [qu'il avait] jamais pondue ». Pour Dan Peters, batteur éphémère, c'est « une chanson qui se joue toute seule, en sachant très bien quoi faire. Elle a été écrite en une journée et enregistrée en une heure. Prête à l'emploi ».

### Pochette
Le 15 février 1990, au club Raji's (en) de Los Angeles, Kurt Cobain se jette sur la batterie de Chad Channing. Charles Peterson immortalise l'événement et la photo est reprise pour faire le dos du single Sliver.

## Fiche technique
Toutes les chansons sont écrites et composées par Kurt Cobain sauf mention contraire.
| No | Titre                                                                       | Auteur                       | Durée |
| -- | --------------------------------------------------------------------------- | ---------------------------- | ----- |
| 1. | Sliver                                                                      |                              | 2:13  |
| 2. | Dive                                                                        | Kurt Cobain, Krist Novoselic | 3:53  |
| 3. | About a Girl (concert au Pine Street Theatre de Portland le 9 février 1990) |                              | 2:29  |
| 4. | Spank Thru (concert au Pine Street Theatre de Portland le 9 février 1990)   |                              | 2:58  |

### Crédits
| Nirvana - Kurt Cobain – chant, guitare - Krist Novoselic – basse - Dan Peters – batterie | Équipe de production - Jack Endino – production sur Sliver - Butch Vig – production sur Dive - Carol Hibbs - mastering - Michael Lavine, Charles Peterson – photographie - Jane Higgins – art et design de l'album |

### Ouvrages
- (en) Michael Azerrad, Come as You Are : The Story of Nirvana, Doubleday, 1er septembre 1993, 336 p. (ISBN 0-385-47199-8)

1. ↑  Azerrad 1993, p. 142
2. ↑  Azerrad 1993, p. 145

- Florent Mazzoleni, Nirvana et le Grunge : 15 Ans de Rock Underground américain, Paris, Presses de la Cité, coll. « Gilles Verlant présente », 6 février 2006, 159 p. (ISBN 2-258-06963-7)

1. ↑  Mazzoleni 2006, p. 95
2. 1 2 3  Mazzoleni 2006, p. 98
3. 1 2 3  Mazzoleni 2006, p. 99
4. ↑  Mazzoleni 2006, p. 129
5. ↑  Mazzoleni 2006, p. 93

### Autres sources
1. 1 2  (en) « ChartArchive - Nirvana », sur chartstats.com (consulté le 5 mars 2013)
2. 1 2  (en) « Search the Charts », sur irishcharts.ie (consulté le 5 mars 2013)
3. ↑  (en) « Countdown: 20 Greatest Nirvana Songs Ever », New Musical Express (version du 6 février 2005 sur Internet Archive)
4. ↑  (en) « The 10 Best Nirvana Songs Ever », PopMatters (consulté le 22 mars 2013)
5. ↑  (en) « The 15 Greatest Nirvana Songs », Slant Magazine, 9 avril 2014
6. ↑  (en) James Jackson Toth, « The 10 Best Nirvana Songs », Stereogum, 4 avril 2014 (consulté le 9 janvier 2018)
7. ↑  (en) Charles R. Cross, Heavier Than Heaven: A Biography of Kurt Cobain, Hodder & Stoughton, 6 septembre 2001, 400 p. (ISBN 978-0340739372), p. 233